# Долгая (Псковская область)
Долгая — деревня в Великолукском районе Псковской области России. Входит в состав сельского поселения «Шелковская волость».
Расположена на востоке волости на правом берегу реки Кунья, в 27 км по дорогам или в 10 км к северо-востоку от границы райцентра Великие Луки. В 1 км к югу находится деревня Гаписово.

## Население
Численность населения деревни по состоянию на 2000 год составляла 16 жителей, на 2010 год — 8 жителей.